# Министарство одбране Уједињеног Краљевства
Министарство одбране (енгл. Ministry of Defence) је министарство Уједињеног Краљевства одговорно за спровођење владине одбрамбене политике. Министарство је Генералштаб британских оружаних снага.
Главни задатак Министарства одбране је да брани Уједињено Краљевство и његове интересе и јача међународни мир и стабилност. Министарство такође управља кретањима оружаних снага, планирањима контингената и одбрамбеним способностима.

## Историја
У време 1920-их и 1930-их година, британски грађански службеници и политичари, гледајући на резултате током Првог светског рата, закључили су да треба већа координација између три службе, које су чине оружане снаге Уједињеног Краљевства: Британска армија, Краљевска морнарица и Краљевске ваздушне снаге.
Предлог за формирање јединственог Министарства одбране је одбила влада премијера Дејвида Лојда Џорџа 1921. године, али је био формиран Комитет начелника штабова 1923. године, за потребе унутрашње координације. Стенли Болдвин је за време 1930их створио Министарство за координацију одбране.
Винстон Черчил је 1940. године, када је формирао владу, створио дужност министра одбране за извршавање министарске контроле над Комитетом начелника штабова и за координацију одбрамбених питања. Положај министра је држао премијер све док влада Клемента Етлија није представила Акт о Министарству одбране 1946. године. На челу новог министарства се налазио министар одбране који је имао место у Кабинету министара. Три постојећа министра службе - државни секретар за рат, први лорд Адмиралитета, и државни секретар за ваздушне снаге, су остала у директној оперативној контроли њихових служби, али су изгубили место у Кабинету.
Од 1946. до 1964. године пет државних министарстава је учествовало у изградњи модерног Министарства одбране: Адмиралитет, Министарство рата, Министарство цивилне авијације, Министарство ратне авијације и пређашње Министарство одбране. Ова министарства су се спојила 1964. године у јединствено Министарство одбране.